# Catagramma inferior
Catagramma inferior är en fjärilsart som beskrevs av Butler. Catagramma inferior ingår i släktet Catagramma och familjen praktfjärilar. Inga underarter finns listade i Catalogue of Life.